# Mónica González Mujica
González  Mujica est un nom espagnol. Le premier nom de famille, en général paternel, est González ; le second, en général maternel, souvent omis, est Mujica.
Mónica González Mujica (Santiago, 24 octobre 1949) est une journaliste et écrivaine chilienne, prix national de journalisme 2019. Elle est actuellement présidente de la Fondation CIPER et membre du Conseil Recteur de la Fondation Gabriel García Márquez.

## Carrière professionnelle
Elle étudie au Lycée 9 de Filles de Santiago, puis entre à l'école de journalisme de l'Université du Chili, dont elle est diplômée en 1971. Pendant la période de l'Unité Populaire, elle travaille pour le journal El Siglo et pour la revue Maintenant, tous deux favorables au gouvernement de Salvador Allende. Après le coup d'état de 1973, elle s'exile à Paris, où elle travaille dans une imprimerie.
De retour au Chili en 1978, elle travaille comme journaliste d'investigation dans les revues Cauce et Análisis, opposées au régime de Pinochet. En 1990, elle débute au quotidien La Nation où elle occupe les postes de sous-directrice et éditrice d'investigation, puis en 1994, elle travaille pour Cosas, comme éditrice politique puis sous-directrice. En 1995, elle devient correspondante au Chili du quotidien argentin Clarín.
En 2002, elle fonde puis dirige la revue Siete + 7, qui devient au bout de 3 ans Diario Siete. En mai 2007, elle crée le Centre de Recherche Journalistique (CIPER), dont elle est directrice journalistique jusqu'en avril 2019,.
En 2015, elle est la première femme panéliste du programme Tolerancia cero (sur Chilevisión), depuis ses débuts en 1999. En 2016, elle est panéliste du programme Ciudadanos sur CNN Chile.

## Prix et distinctions

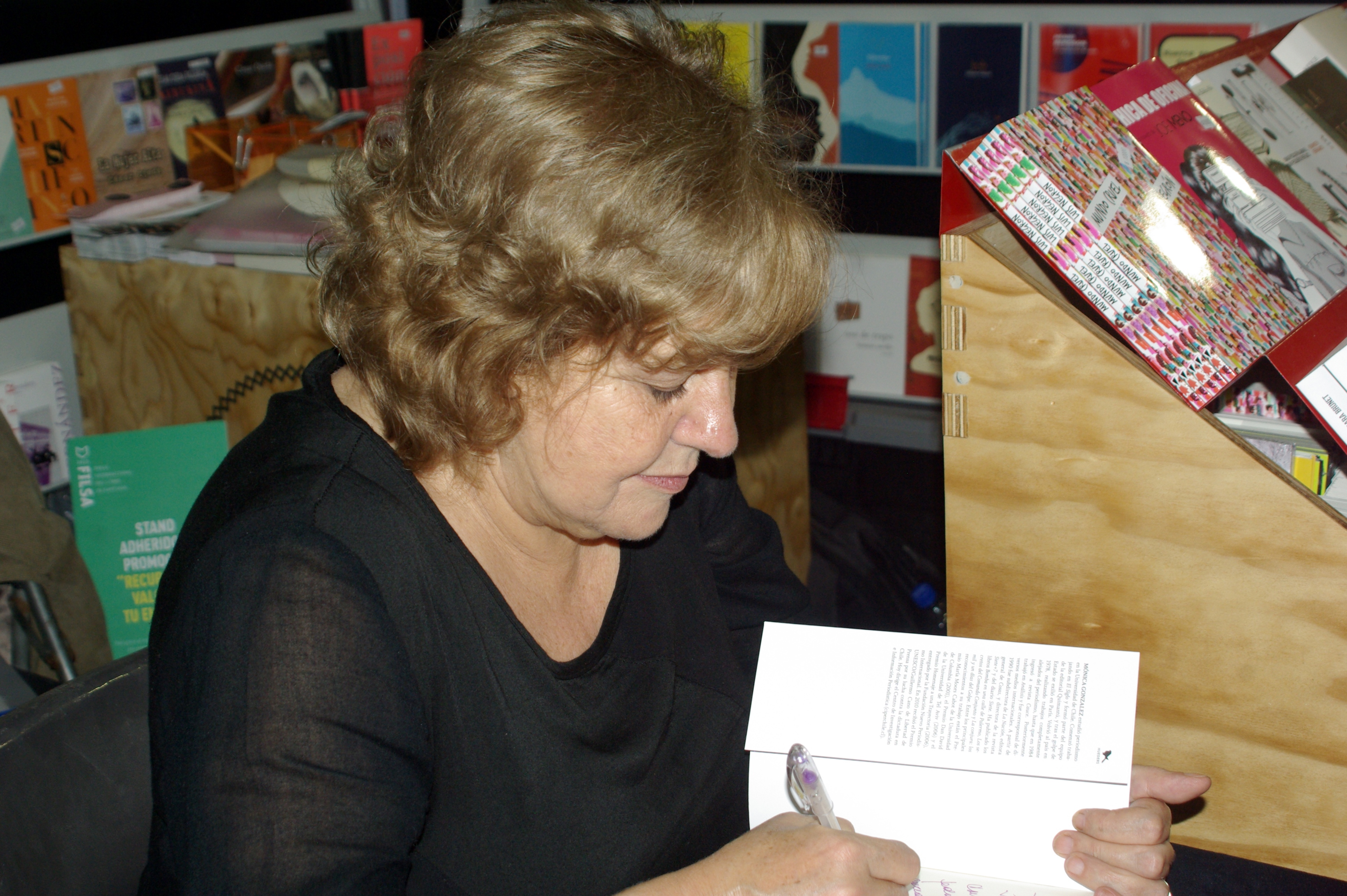
González pendant une signature de ses livres au FILSA 2015.

Elle a reçu, entre autres, les prix suivants :
- Prix Annuel de la Commission des Droits de l'Homme d'Espagne (1985) ;
- Prix Louis M. Lyons (Louis M. Lyons Award for Conscience and Integrity in Journalism) (1988) ;
- Prix María Moors Cabot (2001) ;
- Prix Dan David (2006) ;
- Prix de la Fondation nouveau journalisme ibéroaméricain dans la catégorie Hommage (2006) ;
- Prix Journalisme d'excellence du meilleur reportage - UAH (2008) ;
- Prix mondial de la liberté de la Presse Unesco - Guillermo Cano (2010) ;
- Prix Embotelladora Andina (2011) ;
- Prix Lenka Franulic (2016)[8] ;
- Prix Konex Mercosur : Communication et Journalisme (2017) ;
- Prix National de Journalisme du Chili (2019)[9] ;
- Prix Ortega y Gasset pour sa carrière professionnelle[10] (2020)

## Ouvrages
- Bomba en una calle de Palermo (1986), avec Edwin Harrington.
- Los secretos del Comando Conjunto (1989), avec Héctor Contreras.
- Chile entre el Sí y el No (1988), avec Florencia Varas (es).
- La Conjura. Los mil y un días del golpe (2000).
- Los secretos del imperio de Karadima (2011), avec Juan Andrés Guzmán y Gustavo Villarrubia.
- La gran estafa. Cómo opera el lucro en la educación superior (2014), avec Juan Andrés Guzmán, Juan Pablo Figueroa y Gregorio Riquelme.
- Apuntes de una época feroz. Reportajes y entrevistas en dictadura (2015).